# Jezioro Pskowskie
Jezioro Pskowskie (ros. Псковское озеро, Pskowskoje oziero; est. Pihkva järv) – słodkowodne jezioro polodowcowe w Rosji (obwód pskowski) i częściowo w Estonii (Põlvamaa), położone na północny zachód od Pskowa. Leży na wysokości 30 m n.p.m. i zajmuje powierzchnię 710 km². Poprzez jezioro Tiopłoje posiada połączenie z jeziorem Pejpus, razem z którym stanowi jeden zbiornik wodny o powierzchni 3550 km². Do jeziora uchodzi rzeka Wielikaja. Jezioro Pskowskie wykorzystywane jest do żeglugi i rybołówstwa.